# Non plus ultra
Plus ultra (lat. "još dalje") je nacionalno geslo Španjolske dobiveno od osobnog gesla Karla V.

## Non plus ultra
Earl Rosenthal, autor knjige The Palace of Charles V in Granada (1985.), istraživao je postanak gesla. Prema mitološkim izvorima na Heraklovim stupovima kod Gibraltarskog tjesnaca na njima je pisalo Non plus ultra (ili Nec plus ultra što prevodimo s  "nema ničeg dalje", ali i kao "dalje od najdaljeg", "više od najvišeg"), to je pisalo kao upozorenje moreplovcima da ne idu dalje.